# Ярнефельт, Август Александер
О других представителях этого дворянского рода см. в статье Ярнефельт
Август Александер (Александр Гу́ставович (Гу́ставич)) Я́рнефельт (August Alexander (Aleksander) Järnefelt, 2 апреля 1833, Тохмаярви — 15 апреля 1896, Гельсингфорс, Великое княжество Финляндское) — российский генерал-лейтенант, военный топограф, губернатор и сенатор. В военной историографии известен под фамилией Ернефельт Александр Густавович.

## Биография
Родился 2 апреля 1833 года в Тохмаярви в Карелии. Родители: Густав Адольф Ярнефельт (бывший судебный пристав) и Аврора Фредерика Моландер.
На службу поступил из Финляндского кадетского корпуса в карабинерный полк поручиком 13 августа 1853 года. Переведён прапорщиком в лейб-гвардии Егерский полк, откуда, в том же 1853 году поступил в Михайловское артиллерийское училище в Санкт-Петербурге. Это было лучшее военно-техническое заведение России, готовившее командные кадры для артиллерии. С 1855 по 1856 годы проходил службу в лейб-гвардии Гатчинском полку.
6 сентября 1856 года направлен в Николаевскую академию Генерального штаба, где в конце года перешёл на Геодезическое отделение и в Пулковскую обсерваторию.
22 декабря 1857 года в Санкт-Петербурге 24-летний Александр женился на Елизавете Константиновне Клодт  — сестре своего друга по военному училищу Николая Клодта и дочери К. К. Клодта (брата П. К. Клодта). В семье Клодтов Александра Ярнефельта считали финном шведского происхождения.
1 января 1860 года переведён в Генеральный штаб. С 25 апреля того же года участвовал в первой экспедиции по использованию телеграфа для определения разности долгот в Финляндии между Або, Бьенборг, Николайштадт, Гамла — Карлебю и Улеаборг.
С 1861 по 1863 годы состоял при Департаменте Генерального штаба. С 30 марта 1863 года — помощник начальника, а с 8 февраля 1868 по 1870 год — начальник астрономо-геодезических работ в Финляндии. В 1865 году определил положение 15 астрономических пунктов в Лапландии от Торнео до границы с Норвегией и обратно до Рованиеми. В 1868 году определил с помощью телеграфа разности долгот Гельсингфорс — Пулково, Або — Пулково (вместе с К. Н. Крюгером) и Выборг — Пулково, Ловиа — Пулково (вместе с Е. Н. Фусом).
С 20 марта 1870 по 1883 год — начальник съёмки Финляндии, откуда в 1877—1881 годах командировался в состав действующей армии и начальником на съёмку Западной Болгарии. В 1883 году вернулся в Финляндию, где вместе со своей супругой Елизаветой Константиновной прожил до конца жизни.
В 1873 году на съёмках в Финляндии организовал испытания дифференциального барометра для определения высот в геодезических работах (изобретение Д. И. Менделеева). В 1881 году за астрономические, геодезические и топографические работы на Балканском полуострове Русское географическое общество присудило ему золотую медаль имени Ф. П. Литке.
В 1883—1884 годах — начальник Санкт-Михельской губернии, затем, до 1888 года — куопиоский губернатор, а с 1888 по 1894 год — начальник Вазаской губернии. С 1894 по 1897 год — сенатор Финляндского сената и начальник милиционной экспедиции хозяйственного департамента.
Фамилия Ернефельд выгравирована на юбилейной медали «В память пятидесятилетия Корпуса военных топографов. 1872».

## Семья

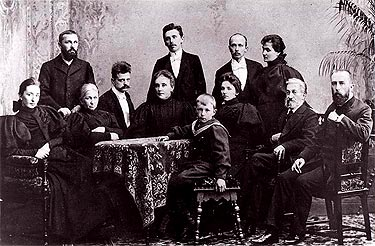
Семья Ярнефельтов и Ян Сибелиус
Стоят: Арвид, Армас, Ээро и его жена Сайми.
Сидят: Айно, Елизавета Константиновна, Ян Сибелиус, Эмми (жена Арвида) и Ээро (сын Арвида), Элли, Михаил Клодт (брат Елизаветы Константиновны) и Каспер. Фотография сделана после кончины Александра Ярнефельта в 1896 году

Семья Александра Ярнефельта внесла заметный вклад в культуру Финляндии. Детей было девять: Каспер, Арвид, Ээро, Эллида, Эллен, Армас, Айно, Хилья и Сигрид.
Некоторые из них стали впоследствии известными деятелями культуры: Каспер — переводчиком, Арвид Ярнефельт — писателем, Армас — композитором, Ээро — живописцем. А одна из пяти дочерей — Айно, была женой композитора Яна Сибелиуса.
Примечательно, что супруга Александра Ярнефельта, баронесса Елизавета Константиновна Клодт, находилась в дальнем родстве с А.С.Пушкиным через семейства Штакельбергов, Альбедилей и Ганнибалов. Она была пятиюродной племянницей великого русского поэта.
Многие из воспоминаний Елизаветы Константиновны привёл в своей книге «Любовь моих родителей» Арвид Ярнефельт. Его книга была опубликована в 1976 году в Хельсинки на финском языке. Ряд сведений из этой книги пересказал Г. А. Клодт в «Повести о моих предках», изданной в 1997 году в Москве.